# Antoni Massana i Bertran
Antoni Massana i Bertran (Barcelona, 24 de febrer de 1890 - Raïmat, 9 de setembre de 1966) va ser jesuïta i compositor i organista català.

## Biografia
Estudià música a Barcelona amb Domènec Mas i Serracant, Enric Granados, Frank Marshall i Vicenç Maria Gibert, i amplià la seva formació amb Enric Morera, Felip Pedrell i Nemesio Otaño. També va estudiar amb C. Taltabull i Max Reger. La seva producció es va centrar essencialment en l’òpera, la música d’orgue i l’oratori.
El 1911 ingressà a la Companyia de Jesús de Gandía. Va estudiar teologia a Sarrià i fou ordenat sacerdot el 1922 a Barcelona. Al mateix any marxà a Roma i es llicencià en música gregoriana al "Pontificio Istituto di Musica Sacra"; completà els estudis musicals a Múnic i a l'abadia de Solesmes. La Companyia de Jesús el destinà a Amèrica entre el 1949 i el 1963: Rio de Janeiro (1951), Buenos Aires (1952), Montevideo. També va ser mestre de capella i organista a l'església dels jesuïtes a Barcelona. Va ser professor del Conservatori Superior del Liceu on va tenir Lluís Benejam i Agell entre els seus alumnes, i també en foren deixebles Juli Sandaran i Simó Giribet. És considerat un autor romàntic, amb clares influències wagnerianes, així com de Debussy i Strauss. Col·laborà en la Revista Musical Catalana.
Taltabull va ser qui més va influir en el concepte de la composició de Massana, descobrint-li primer el món wagnerià i després el d’Strauss. Junt amb Taltabull, pels voltants de 1962-64, era un oïdor fascinat de la Elektra straussiana així com, amb respecte, si no amb la mateixa fascinació, escoltava Wozzeck. Taltabull li animava a escoltar música com la de Berg, que per natura i també molt probablement pel desconeixement, li era difícil d’accedir.
Massana es definia com un neoromàntic continuador de l’escola de Schubert, Wagner, Strauss; i diu així mateix: El romanticisme és la postura cristiana que deu adoptar l’artista; en la pràctica musical no nega l’evolució artística i se sent permeable a les nous corrents, definint-se com un modern moderat. Aquest sentir-se involucrat en l’escola de Wagner o Strauss li va fer escriure fragments en els que roça la indeterminació tonal i en les que, certament, se li sent influït per certes aventures musicals de començaments del segle.
Morí a Raïmat, mentre hi treballava al col·legi dels jesuïtes, i fou enterrat al cementiri d'aquesta població. El fons de partitures d'Antoni Massana es conserva a la Biblioteca de Catalunya.

### Producció
La primera composició seva de què es té notícia és Barcarola (1906). Deixà una producció variada i extensa, des de cants lírics i religiosos fins a grans oratoris i sarsueles, passant per peces de concert. Va compondre tres òperes: Canigó (1934), Nuredduna (1947) i Juca Pirama (1950). El violoncel·lista Ricard Boadella i Sanabra li estrenà un concert a Barcelona els anys quaranta.
La seva obra més coneguda, l'òpera Canigó està enregistrada sota la direcció d'Ernest Xancó. Cap el 1934 va començar a escriure l’òpera Canigó sobre l'adaptació que havia fet Josep Carner del text de Verdaguer; aquesta, en versió per orquestra de cambra, es va estrenar el maig de 1936, poc abans del començament de la guerra civil. En alguns aspectes aquesta òpera intentava seguir la via iniciada per Pedrell: la barreja de temes populars, propis del país, amb idees i melodies de tall o procedència popular, tot això passat per la ideologia wagneriana, amb unes harmonies i una concepció del teatre així mateix deutores de les del compositor alemany. L’estrena li va valer, per una altra part, el Premi Nacional de Música d’Espanya, 1953, tot això va influir fortament en el seu ritme de feina i, el que és més important en la qualitat d’algunes de les seves composicions, ja que es va veure obligat a escriure, per compromís o per necessitat segons les circumstàncies, obres del tipus anomenat “ religiós” que, com en tot arreu, donat al seu caràcter eren de la més ínfima qualitat.

## Obra
(En alguns títols, la data és la de composició; en altres, la de publicació)
- Ad missam lectam: concentus vocalis et organicus: fasciculus I in Natale Domini (1964)
- Comentarios a l'encíclica (1956)
- Elegia a Debussy (1918), per a piano i orquestra de corda
- Fantasia simfònica (1925)
- Misa en honor de San Juan de Dios, a tres veus mixtes amb acompanyament d'orgue
- Missa brevis et facillima: tribus vocibus aequalibus concinenda (1964)
- Missa in honorem S. Theresiae a Jesu Infante (1935)
- Missa Orbis Factor (<1949)
- Simfonia en Do (1952)
- Suite per a orquestra de cambra (1964)

### Dramàtiques
- L'Èxit d'una olla: gatada de sabor badaloní en un acte i en vers (1922), sarsuela amb lletra de J. Umbria (=Joaquim Selva)
- Canigó (1934), òpera en tres actes, sobre un text de Josep Carner basat en l'obra de Verdaguer. Estrenada en versió de concert al Casal del Metge el 1936; i en versió escenificada el 1953 al Liceu[4]
- Ideando una forja de héroes (1941), quadre melodramàtic sobre la vida de Sant Ignasi de Loiola amb lletra de Joaquim Vila
- Juca Pirama (<1950), òpera basada en el poema I-Juca Pirama d'Antônio Gonçalves Dias
- La Maga blanca (1944), drama líric en quatre actes, amb lletra de Luis María de Arrizabalaga
- Nuredduna (1947), òpera en tres actes, amb llibret de Miquel Forteza basat en La deixa del geni grec de Miquel Costa i Llobera (Partitura completa)
- Sydia: drama histórico misional en un prólogo, cuatro actos y un epílogo, amb lletra de Luis María Arrizabalaga
- Y el Imperio volvía...: poema coral-dramático en cinco jornadas (1940), amb llibret de Ramón Cué Romano

### Per a instrument
- Danza selvática (>1926), per a piano
- Suite núm. 1 per a piano (1917), conté l'Elegia a Granados
- Coral, per a orgue
- En estilo gregoriano, per a orgue
- Pastoral (1939), per a orgue
- Andante con moto, allegro appassionatto, per a violí i piano
- Berceuse, per a violí i piano
- Rapsòdia catalana, per a violí i piano
- Melodia (1964), per a violoncel i piano

### Vocals
- A la Mare de Déu de Núria (1964), sobre una poesia de Joan Maragall
- A la Mare de Déu del Far, amb lletra de Ramon Garriga i Boixader
- A Sant Lluís, cançó a veu sola o per cor i orgue, amb lletra de Verdaguer
- Canticel, amb lletra de Josep Carner
- Cántico para las Siete Palabras, per a 4 veus i orgue o harmònium
- La Creación: oratorio bíblico = La creació: oratori bíblic (1946), sobre textos de la Bíblia, per a cinc veus solistes, cor i orquestra. Edició bilingüe castellà-català
- Dos cánticos religiosos a las almas del Purgatorio, cor i solista amb acompanyament d'harmònium o orgue
- Dos cánticos religiosos para el pueblo, per a veu i orgue o harmònium
- Dos rosaris
- Dues cançons (1934), amb lletra de Verdaguer
- En l'enterro d'un nin, amb lletra de Verdaguer
- Goigs en llaor del gran Pare i Patriarca Sant Ignasi de Loyola
- Himne a Catalunya (1915)
- Himne a Mallorca (1926)
- Himne contra el mal parlar, per a cor i solista amb acompanyament de piano, amb lletra de Verdaguer
- Himne de la Ciutat de Déu (1921), cor a quatre i sis veus mixtes
- Himne dels centres de perseverança: Congregación de la Purificación de Nuestra Señora y San Francisco de Borja : Sección de Santos Ejercicios para Obreros (<1925), lletra de Ramon Maria de Bolós S.J.
- Himno a San Pablo (1963), amb motiu del dinovè centenari de la visita de l'apòstol a Espanya, amb lletra de Miquel Melendres
- Himno de los bomberos españoles a su patrono san Juan de Diós (1958), lletra de Matías de Mina y Salvador
- Himno de perseverancia (1925)
- Himno del colegio de San José de la Compañía de Jesús, Valencia (>1918)
- Idil·lis i cants místics, amb lletra de Verdaguer
- Ignis flagrans charitatis (1951), per a baríton, cor i orquestra, recull d'episodis musicals sobre la vida de Sant Joan de Déu, amb textos de la Sagrada Escriptura i de la litúrgia
- Javier: estampas escénicas: oratorio (1930), amb lletra de Genaro Xavier Gallegos
- Loor a Margarita, per a veu i piano
- Miles Christi (1956), estampes musicals sobre la vida de Sant Ignasi per a cor i orquestra
- Montserrat (1925), oratori
- O esca viatorum (1963)
- Panis angelicus (1922)
- La Pasionera, amb lletra de Verdaguer
- Plegaria de una madre (<1928), amb lletra de la Infanta Maria de la Pau d'Espanya
- Resignació (1964), per a veu i piano, amb lletra de Verdaguer
- El Salm dels pecadors: op. 40, per quatre veus mixtes a cappella, amb lletra de Carner
- Salve Regina (1963)
- Temença, amb lletra de Josep Maria Boix i Selva

### Recopilacions
- Cançons líriques, per a veu i piano
- Cántica Sacra (ca 1918), col·lecció de 130 càntics per a veu i orgue o harmònium
- Cantoral Sagrado (1946), col·lecció de motets
- Cants de pietat: misteris del Rosari, per a veu i acompanyament, edició bilingüe català-castellà
- Cinc obres per a orgue
- Cinco canciones (1964), amb lletra de Xavier Criado
- Colección de diez piezas de fácil y mediana dificultad para órgano o armonio
- Cuatro piezas para armonio (1956)
- 10 piezas para órgano o armonio
- Ocho canciones (1964), per a veu i piano
- Once piezas para órgano o armonio, de fácil y mediana dificultad
- Quatuor Moteta: Tribus vocibus equalibus organo comitante (1945), per a tres veus i orgue
- Seis Avemarías, dos Glorias y dos Padrenuestros, per a veu i orgue o harmònium
- Tres Sacris Solemnis y un O Salutaris, per a veu i orgue o harmònium